# Olwen Fouéré
Olwen Fouéré (* 2. März 1954 in Galway) ist eine irische Film- und Theaterschauspielerin. In ihrer fast 50-jährigen Bühnenkarriere trat sie unter anderem mit der Royal Shakespeare Company, am Royal National Theatre und dem irischen Nationaltheater auf und war insbesondere für die Verkörperung von experimentellen und androgynen Figuren bekannt. Ab Mitte der 2010er Jahre fokussierte sich Fouéré verstärkt auf eine Filmkarriere und wirkte vermehrt in Horrorfilmen mit. Die Irish Times zählte sie 2020 zu den 50 besten irischen Schauspielern aller Zeiten.

## Leben und Karriere

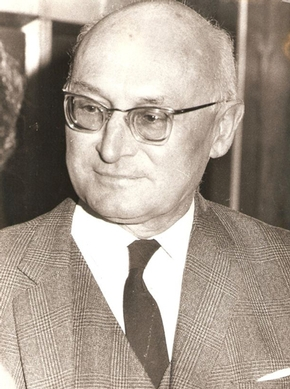
Olwens Vater, der bretonische Separatist Yann Fouéré (ca. 1970)

### Familiärer Hintergrund und Kindheit
Olwen Fouéré wurde 1954 in Galway als jüngstes von fünf Kindern geboren. Ihr Vater war der französische Schriftsteller und bretonische Separatist Yann Fouéré (1910–2011), der nach dem Zweiten Weltkrieg als Bedrohung für den Französischen Nationalstaat angesehen und daher ins politische Exil getrieben wurde. Um einer langjährigen Gefängnisstrafe zu entgehen, setzte er sich 1946 zunächst nach Wales ab, wo er im Haus des Politikers Gwynfor Evans unterkam. Fouérés Ehefrau Marie-Magdeleine Mauger (1917–2016), die in Paris als Model gearbeitet hatte, kam wenig später mit den drei ältesten Kindern nach. Im Jahr 1948 bekam die Familie von der britischen Polizei das Ultimatum gestellt, das Land binnen 24 Stunden zu verlassen, da Yann Fouéré andernfalls nach Frankreich ausgeliefert werde. Sie flohen über Dublin und kamen schließlich nach Cleggan, wo die Familie fortan eine Muschelexportfirma betrieb.
Olwen Fouéré wuchs in einfachen Verhältnissen in einem Haus ohne fließend Wasser auf. Da es in der Region nur wenige nicht-irische Familien gab, fühlte sie sich als Kind fremd und nicht heimisch im Land. Fouéré selbst beschrieb ihre Jugend als einsam und eher naturverbunden; gegenüber anderen Personen verhielt sie sich auch aufgrund der Sprachbarriere schüchtern. In ihrem Elternhaus wurde so ausschließlich Französisch gesprochen; Englisch und Irisch lernte sie erst in der Schule. Nachdem Fouéré ein Internat in Dublin besucht hatte, spielte sie zunächst mit dem Gedanken, Medizin zu studieren oder ans National College of Art and Design zu gehen, nahm aber stattdessen Privatunterricht bei einem Bildhauer in Bray. Durch Zufall besuchte sie dort eine Vorstellung des Theaterstücks Onkel Wanja am Focus Theatre und hegte fortan den Wunsch, Schauspielerin werden zu wollen.

### Wirken als Theaterschauspielerin
Fouéré wurde am Focus Theatre durch Deirdre O’Connell und Mary Elizabeth Burke Kennedy ausgebildet und erlernte dabei das „Stanislawski-System“, einen Stil des theatralischen Realismus. Im Anschluss wirkte sie ab 1976 in verschiedenen Theaterstücken von Jim Sheridan und dessen Bruder Peter am Projects Art Centre in Dublin mit, ehe Fouéré im Jahr 1980 gemeinsam mit dem irischen Komponisten Roger Doyle das avantgardistische Operating Theatre gründete, dessen Leitung sie bis 2008 innehatte. Ihre Theaterkarriere teilte sich zu diesem Zeitpunkt in zwei unterschiedliche Richtungen auf, einmal mit Mainstream-Produktionen wie Die Glasmenagerie, Onkel Wanja, Peer Gynt oder Der Kirschgarten am Gate-Theater und dem gegenüber die Performancekunst am Operating Theatre. Durch ihre Kindheit als Außenseiterin geprägt war Fouéré insbesondere an experimentellen und nonverbalen Rollen interessiert, durch die sie die Grenzen des Theaters und der Kunst verschieben wollte. Oftmals verkörperte sie dabei nichtmenschliche oder androgyne Figuren, so etwa ab 1984 im Stück The Diamond Body, in dem sich ein Mann einer Geschlechtsumwandlung unterzieht. Erst mit Steven Berkoffs Inszenierung von Oscar Wildes Salome verschmolzen 1988 beide Teile ihrer Karriere wieder miteinander.
Anfang der 1990er Jahre ging Fouéré mit der English Shakespeare Company und den Stücken Der Sturm sowie Macbeth auf Welttournee, ehe sie mit der Royal Shakespeare Company im Londoner Barbican Centre auftrat. 1996 gab Fouéré mit dem von John Crowley inszenierten Stück Sechs Personen suchen einen Autor ihr Debüt auf der Hauptbühne des irischen Nationaltheaters Abbey Theatre und trat wenig später auch mit den Royal National Theatre auf. Zur gleichen Zeit begannen langjährige Zusammenarbeiten mit verschiedenen irischen Dramatikern wie Marina Carr, Samuel Beckett oder Brian Friel. Von 2005 bis 2008 war Fouéré unter anderem im Theaterstück The Bull zu sehen, das für zwei Olivier Awards nominiert wurde. Später gewann das von ihr übersetzte Werk Sodome, My Love zwei Irish Theatre Awards, ehe Fouéré im Jahr 2014 mit dem auf Finnegans Wake basierenden Monolog Riverrun auch ihr Regiedebüt gab.
Für ihre Bühnendarbietungen wurde Fouéré mehrfach als beste Schauspielerin bei den Irish Theatre Awards nominiert. Außerdem wurde ihr dort auch ein Spezialpreis für herausragende Leistungen und Beiträge zum irischen Theater zuerkannt.

### Durchbruch im Filmgeschäft
Bereits seit den frühen 1980er Jahren hatte Fouéré unregelmäßige Gastauftritte in irischen Fernsehproduktionen und Kurzfilmen. Eine erste größere Filmrolle übernahm sie 2011 in Paolo Sorrentinos Tragikomödie Cheyenne – This Must Be the Place an der Seite von Sean Penn. Es folgten insbesondere Thriller und Horrorfilme wie The Survivalist (2015), Beast (2017), Mandy (2018) und Angriff aus der Tiefe (2019), ehe Fouéré in der Nebenrolle der Melusine im Harry-Potter-Ableger Phantastische Tierwesen: Grindelwalds Verbrechen zu sehen war.
Bereits im Jahr 2020 wurde Fouéré von der Irish Times zu den 50 besten irischen Schauspielern aller Zeiten gezählt. Während der anschließenden COVID-19-Pandemie erzielte sie ihren endgültigen Durchbruch im Filmgeschäft, da sie ihre Arbeit am Theater aufgrund der im Lockdown verhängten Schließungen unterbrechen musste. Unter anderem verkörperte Fouéré so die einzige Überlebende des Originalfilms in der Slasher-Fortsetzung Texas Chainsaw Massacre und eine Priesterin in Robert Eggers’ Abenteuerfilm The Northman (beide 2022). In den Folgejahren übernahm sie auch vermehrt Gastauftritte und Nebenrollen in Serien wie Derry Girls, The Crown, The Head, The Tourist – Duell im Outback oder Halo.
Zu Fouérés weiteren Arbeiten zählen Horrorfilme wie All You Need is Death (2023), Sunrise, Tarot – Tödliche Prophezeiung, They See You und The Last Girl (alle 2024) sowie Filmdramen wie Joyride (2022), Falling into Place, Catching Dust (beide 2023) und Four Letters Of Love (2025).

### Privatleben
Fouéré bezeichnet sich selbst als intergender. Seit den 1980er Jahren ist sie mit dem Schauspieler David Heap verheiratet, führt aber innerhalb der offenen Ehe auch eine andere langjährige Beziehung. Beide Eheleute leben daher zwar im selben Haus im Dublinischen Stadtteil Ranelagh, dort allerdings in getrennten Wohnungen. Mit Heap hatte Fouéré 1985 eine Tochter, die jedoch bereits wenige Tage nach einer Frühgeburt verstarb. Nachdem auch ein zweites Kind sechs Jahre später als Totgeburt zur Welt gekommen war, gaben beide ihren Kinderwunsch auf.
Im Jahr 2004 hatte Fouéré einen beinahe tödlichen Fahrradunfall, bei dem sie von einem Auto angefahren wurde. Neben zahlreichen Prellungen erlitt sie dabei einen Schädelbasisbruch sowie Brüche der Arme, Beine und Wangenknochen. Eine Schnittwunde am rechten Knöchel erwies sich als lebensbedrohlich, weshalb Fouéré zwei Monate im Krankenhaus verbrachte und erfolgreich um ihr Bein kämpfte. Ihr Genesungsprozess wurde von der Regisseurin Dara McCluskey auf Kamera festgehalten und im Folgejahr als Dokumentarfilm Theatre in the Flesh veröffentlicht.
Ab Mitte der 2020er Jahre fuhr Fouéré ihre Aktivität im Schauspielgeschäft zurück, um sich verstärkt um ihren an Kortikobasaler Degeneration erkrankten Ehemann zu kümmern.

## Filmografie (Auswahl)
- 1980: The Sleep of Death
- 1984: A Painful Case (Fernsehfilm)
- 1990: Hard Shoulder (Fernsehfilm)
- 1996: Space Truckers
- 2000: Saltwater
- 2011: The Other Side of Sleep
- 2011: Cheyenne – This Must Be the Place (This Must Be the Place)
- 2015: The Survivalist
- 2015: Fighting Games (Traders)
- 2017: The Drummer and the Keeper
- 2017: Beast
- 2017–2018: Striking Out (Fernsehserie, 6 Folgen)
- 2018: Mandy
- 2018: Phantastische Tierwesen: Grindelwalds Verbrechen (Fantastic Beasts: The Crimes of Grindelwald)
- 2018: Nightflyers (Fernsehserie, Folge 1x06)
- 2019: Animals
- 2019: Angriff aus der Tiefe (Sea Fever)
- 2019: The Feed (Fernsehserie, 3 Folgen)
- 2020: Brassic (Fernsehserie, Folge 2x04)
- 2020: Cursed – Die Auserwählte (Cursed, Fernsehserie, 2 Folgen)
- 2021: She Will
- 2021: Zone 414 – City of Robots (Zone 414)
- 2022: Texas Chainsaw Massacre
- 2022: Holding (Fernsehserie, 3 Folgen)
- 2022: The Northman
- 2022: Derry Girls (Fernsehserie, Folge 3x04)
- 2022: Joyride
- 2022: The Crown (Fernsehserie, Folge 5x07)
- 2022–2025: The Head (Fernsehserie, 8 Folgen)
- 2023: Catching Dust
- 2023: Falling into Place
- 2023: All You Need is Death
- 2024: The Tourist – Duell im Outback (The Tourist, Fernsehserie, 6 Folgen)
- 2024: The Last Girl (Cult Killer)
- 2024: Sunrise
- 2024: Halo (Fernsehserie, 4 Folgen)
- 2024: Tarot – Tödliche Prophezeiung (Tarot)
- 2024: They See You (The Watchers)
- 2024: Four Letters of Love
- 2025: The Actor
- 2025: The Reckoning of Erin Morrigan